# Мірцхулава Олександр Йорданович
Олександр Йорданович Мірцхулава (груз. ალექსანდრე მირცხულავა; 12 травня 1911, село Пірвелі Хорга, Кутаїська губернія, тепер Хобський муніципалітет, Грузія — 9 червня 2009, Тбілісі, Грузія) — радянський, грузинський партійний і державний діяч, перший секретар ЦК КП Грузії (квітень — вересень 1953 року). Депутат Верховної Ради СРСР 1—3-го скликань.

## Життєпис
Народився в селянській родині. Закінчив Хоргинську семирічну трудову школу. У 1925 році вступив до комсомолу. У 1930 році закінчив педагогічний технікум у Зугдіді.
З 1930 року працював вчителем Хоргинської неповної середньої школи.
Член ВКП(б) з 1932 року.
У 1932 році вступив до Тифліського державного університету, але був відкликаний на комсомольську роботу.
У 1932–1933 роках — інструктор ЦК ЛКСМ Грузії. У 1933–1935 роках — заступник секретаря, 1-й секретар Мцхетського районного комітету ЛКСМ Грузії. У 1935–1937 роках — 1-й секретар Приміського (Тифліського) районного комітету ЛКСМ Грузії; 1-й секретар Цулукідзевського районного комітету ЛКСМ Грузії.
З 17 вересня по 10 жовтня 1937 року — в.о. 1-го секретаря ЦК ЛКСМ Грузії. 10 жовтня 1937 — 18 червня 1941 року — 1-й секретар ЦК ЛКСМ Грузії.
З червня 1941 по травень 1943 року — 2-й секретар Абхазького обласного комітету КП(б) Грузії
З травня 1943 по 7 квітня 1948 року — голови Ради народних комісарів (з 1946 року — Ради міністрів) Абхазької АРСР.
У 1947–1950 роках навчався у Вищій партійній школі при ЦК ВКП(б).
З 1950 року — інспектор ЦК ВКП(б), потім до березня 1952 року — керуючий тресту «Грузторф».
У травні 1952 року був заарештований в «мінгрельській справі», звільнений 10 квітня 1953 року.
14 квітня 1953 року Пленумом ЦК КП Грузії обраний першим секретарем ЦК та членом Бюро ЦК КП Грузії. Був усунутий від посади постановою пленуму ЦК КП Грузії, що відбувся 19—20 вересня 1953 року.
Обирався депутатом Верховної Ради СРСР першого (1937–1946, входив до складу Ради Національностей), другого (1946–1950) і третього (1950–1954) скликань.
З 1953 по 1980 рік — директор чайного радгоспу в Чакві Грузинської РСР, заступник директора об'єднання «Грузхлібтрест», директор тресту «Грузтютюн» Міністерства харчової промисловості Грузинської РСР.
З 1980 року — на пенсії. Помер 9 червня 2009 року в Тбілісі.

## Нагороди
- орден Леніна
- орден Вітчизняної війни І ст. (1946)
- орден Трудового Червоного Прапора (24.02.1941)
- орден Червоної Зірки
- орден «Знак Пошани»
- медаль «За оборону Кавказу»
- медаль «За перемогу над Німеччиною у Великій Вітчизняній війні 1941—1945 рр.»
- медаль «За доблесну працю у Великій Вітчизняній війні 1941—1945 рр.»
- медалі